# Качаник
Качаник (алб. Kaçanik або алб. Kaçaniku; серб. Качаник, Kačanik) — місто в Косові.

## Економіка
Враховуючи, що через Качаник проходить головна проїжджа дорога, яка з'єднує Приштину і Скоп'є, а також залізницю Косово Поле — Салоніки (побудована в 1879 році) Качанік є важливим місцем і стратегічним економічним центром.
Муніципалітет Качаник в основному відомий виробництвом будівельних матеріалів. Також є багато якісних сільськогосподарських угідь, область добре підходить для розвитку фермерських господарств, бджільництва, лісівництва. Область особливо придатна для розвитку зимового і літнього туризму.

## Населення
У місті проживають 43 000 осіб, албанці складають 99,9 %.